# 지치부노미야 럭비장
치치부노미야 럭비장(일본어: 秩父宮ラグビー場)은 일본 도쿄 메이지 진구 어원에 있는 럭비 전용 경기장이다. 독립 행정 법인 일본 체육 진흥 센터에 의해 운영되는 국립 가스미가오카 경기장 중 한 시설이다.

## 시설의 소개·역사
1947년 4월, 미군에 의한 도쿄 대공습으로 소실된 여자 가쿠슈인 철거지에, 이쥬인 히로시(메이지 대학 졸업. 마이니치 신문사 기자), 오카다 슈헤이(도쿄 대학), 카지마 건설의 진력으로 착공되어, 동년 11월에 〈도쿄 럭비장〉으로 완성됐다.
건물이 완성되고 가장 처음 한 것은, 메이지 대학 OB 대 학생 선발과 메이지 대학 대 도쿄 대학전이었다.
덧붙여, 일본 럭비 협회 총재였던 치치부노미야 야스히토가 사망한 1953년에 〈치치부노미야 럭비장〉으로 명칭이 변경되었다.
시설은 1964년의 도쿄 올림픽에서는, 축구장으로 사용되었다. 현재는 〈서의 하나조노 동의 치치부노미야〉로 불려, 일본 럭비의 중심적인 경기장이다.
최대 수용 인원은 2만 5,194명. 2003년 시즌부터 전광판을 도입해, 영상도 도입하게 되었다. 주요 경기에서는, 장내 미니 FM 방송을 실시하고 있다.
당초는 야간 경기 설비도 갖추고 있었지만, 1973년의 개수 공사 때, 오일 쇼크에 의한 자금난으로 조명을 철거하게 되었다. 그러나, 2007년에 야간 경기 설비가 다시 설치되어, 8월 10일에 재건 후 첫 경기가 행해졌다.
간토에 있어서 럭비의 메카이며, 1971년에 일본 대표가 잉글랜드 대표와 3대6의 대접전을 펼친 경기, 1989년에 일본 대표가 스코틀랜드 대표를 28대24로 꺾은 경기 등, 일본 럭비사에 남는 수많은 명승부가 열렸다. 현재, 일본 대표의 경기나 톱 리그, 럭비 일본 선수권·전국 대학 럭비 선수권, 간토 대학 럭비(대항전 A그룹·리그전 1부), 전국 고등학교 럭비 도쿄 도 대표 결승 등 자주 사용된다. 그래서, 시즌 종반인 1월 ~ 2월에는 잔디의 손상이 심해, 플레이에 지장이 생기게 되는 일이 많다. 그 때문에, 정비 강화나 경기장 증설의 논의가 일어나고 있다.
2009년 6월에는 럭비 주니어 세계 선수권의 회장 중 하나로 사용되어, 결승전도 열렸다.
2012년 6월에는 도쿄 세븐스의 회장으로 사용되었다. 또 8월 14일에는 아이돌 그룹 NEWS에 의해, 본 회장에서 사상 최초가 되는 콘서트가 개최되었다.
본 경기장에서의 축구 경기는 도쿄 올림픽 이후 개최되지 않았지만, 2012년 FIFA U-20 여자 월드컵의 일본 대표가 연습장으로 사용하고 있다.

## 가까운 역
- 가이엔마에 역 - 도쿄 지하철 긴자 선

## 사진

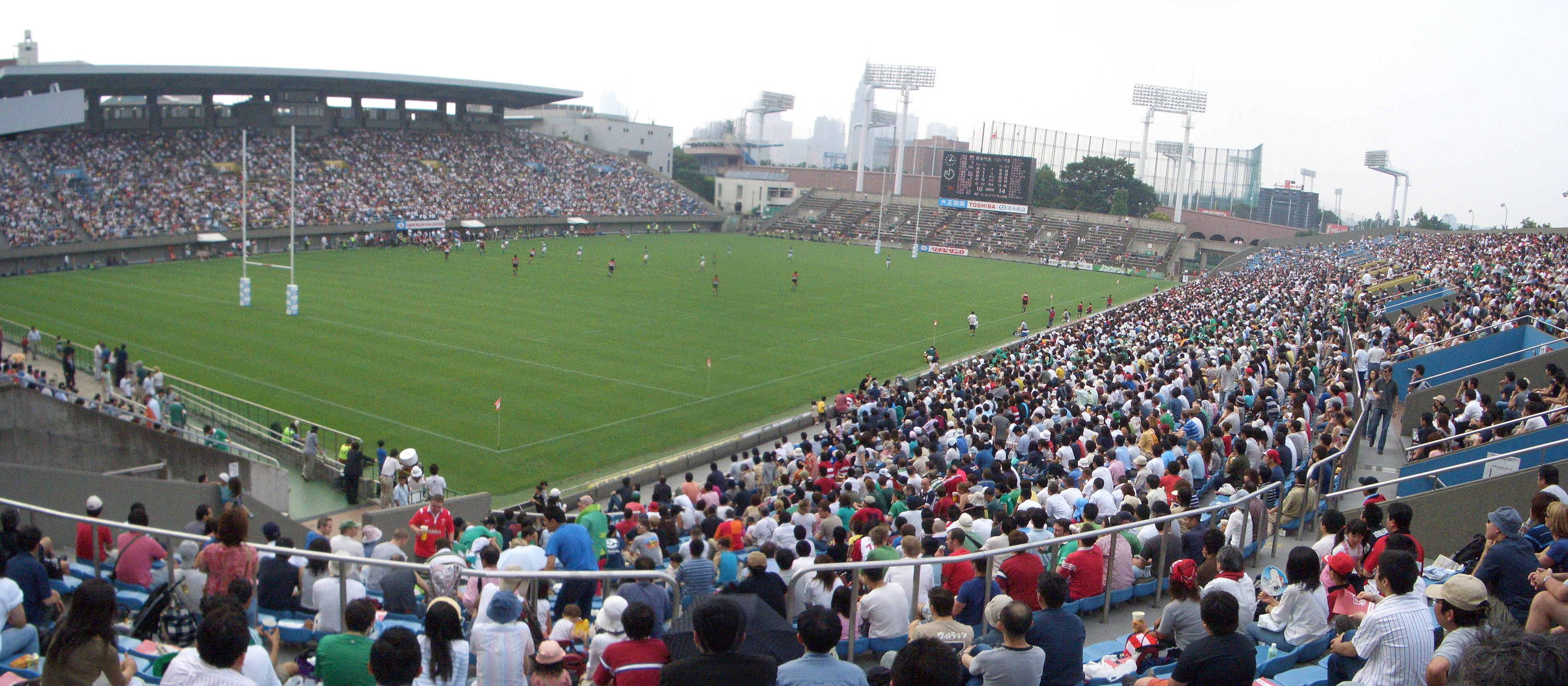
아일랜드와의 테스트 매치
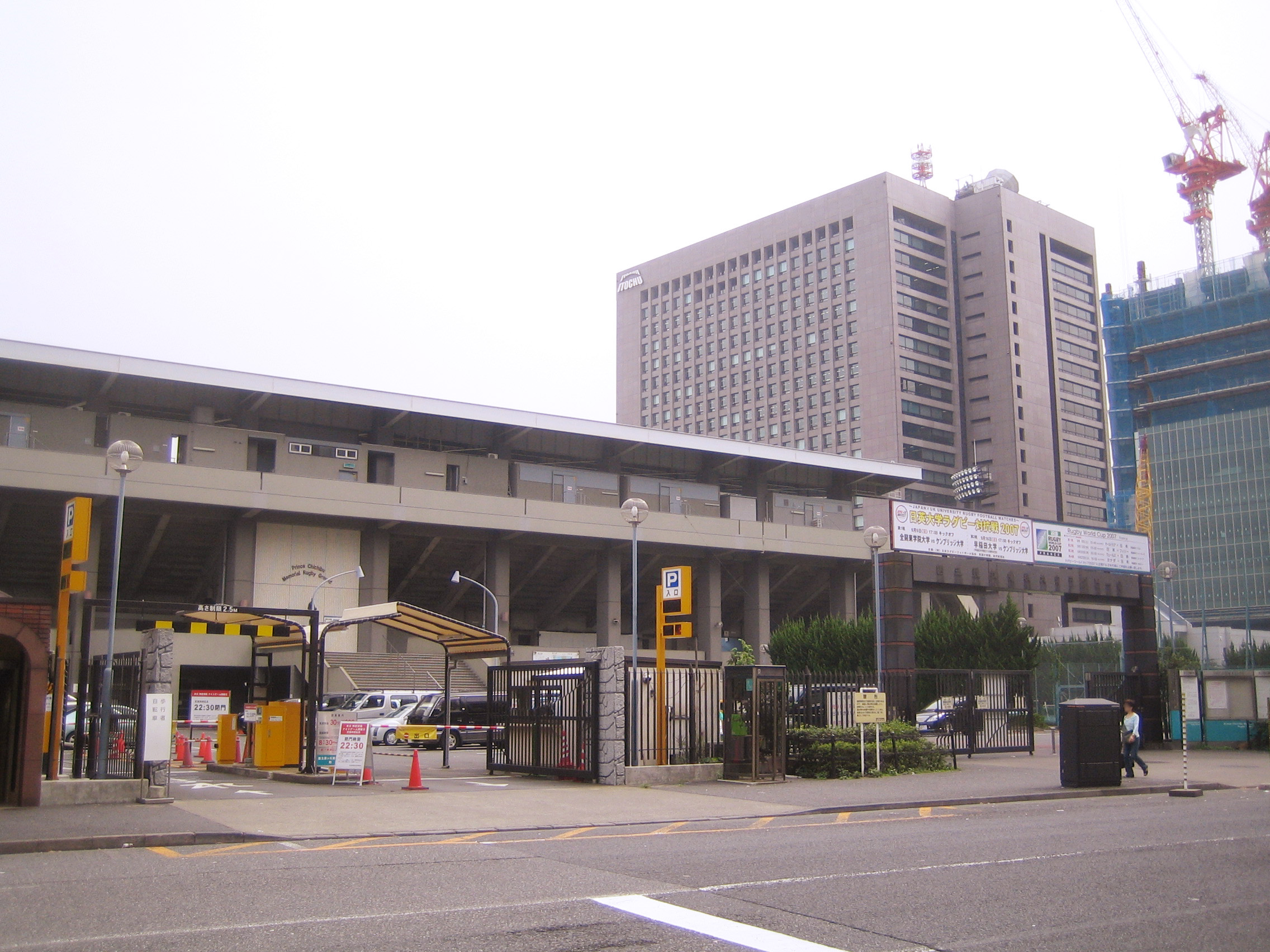
치치부노미야 럭비장 외관. 후방의 빌딩은 이토츄 상사 도쿄 본사
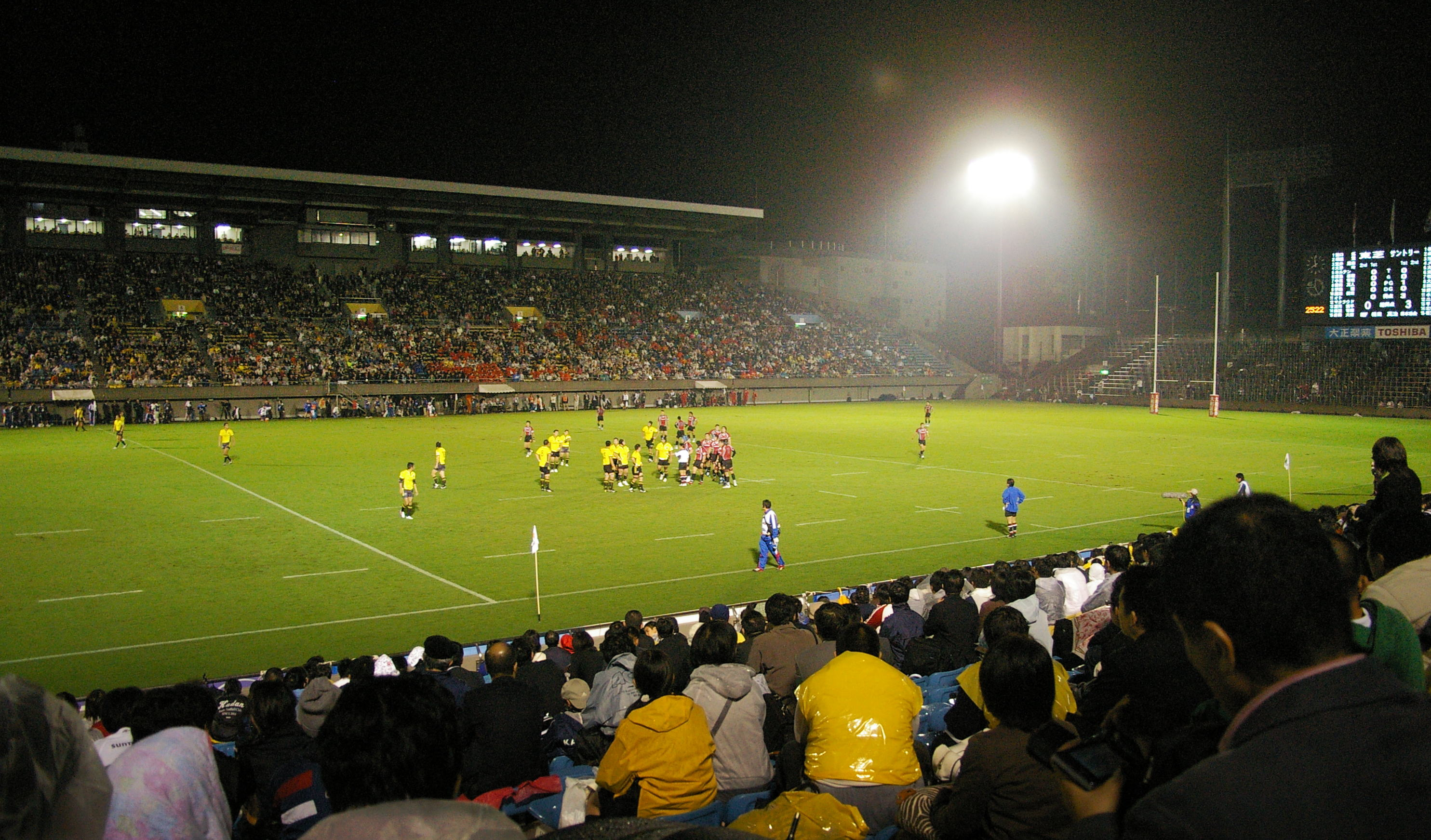
야간 개최 시의 치치부노미야 럭비장. 도시바 대 산토리
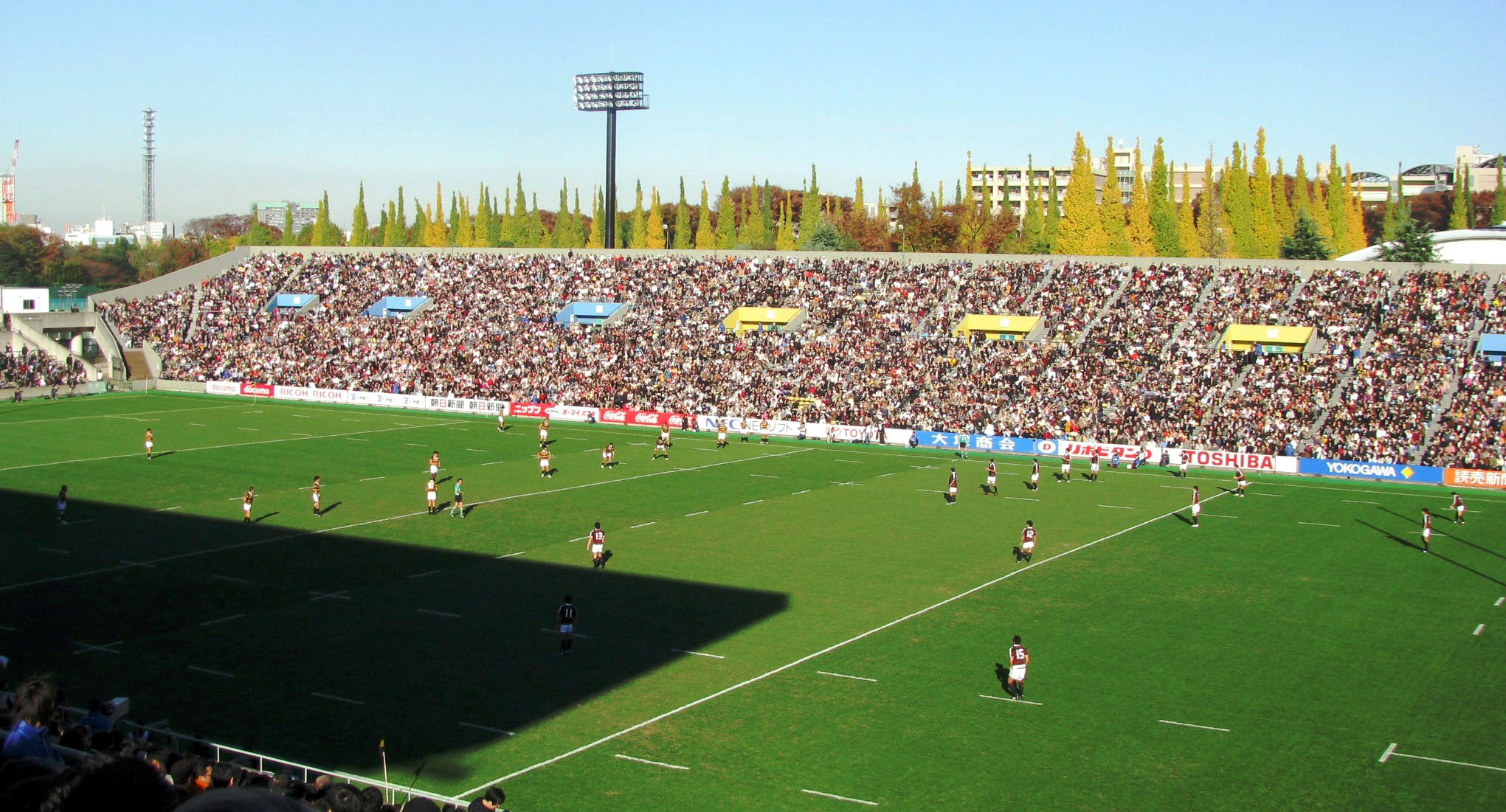
간토 대학 대항전 와세다 대학 럭비 축구부 대 게이오 기주쿠 체육회 축구부(소케이전)
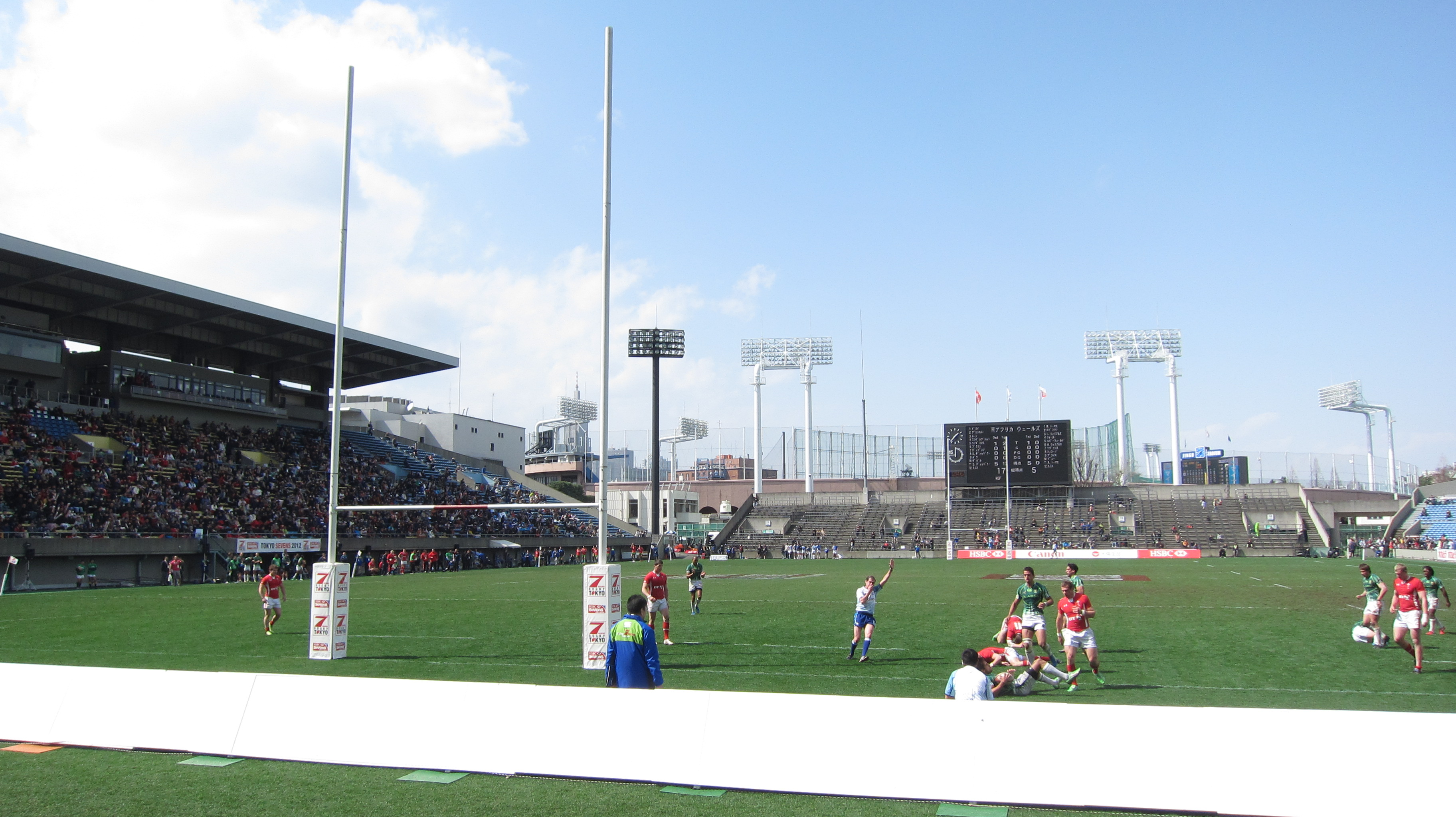
도쿄 세븐스 2012
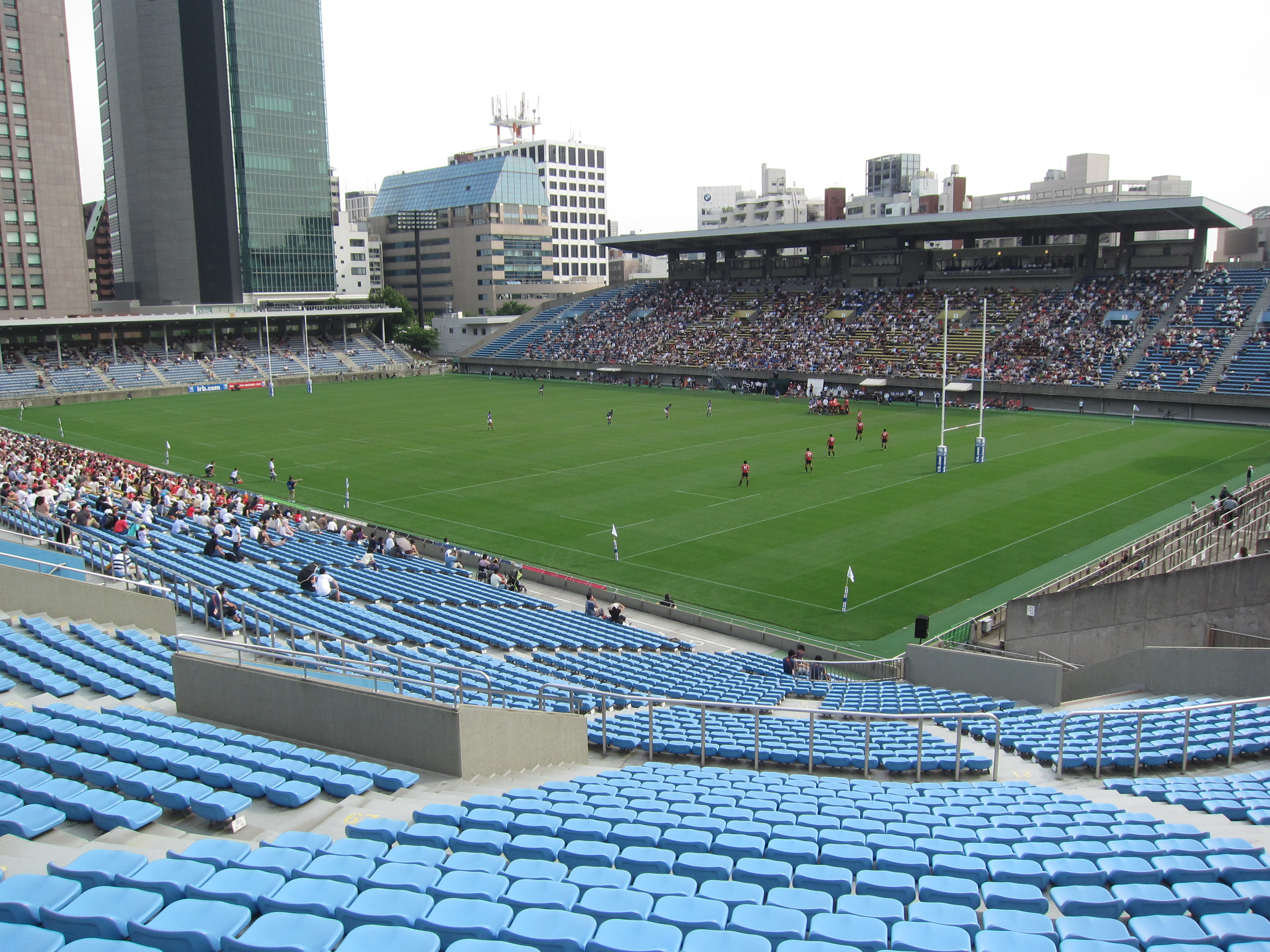
백 스탠드 전광판으로부터의 풍경
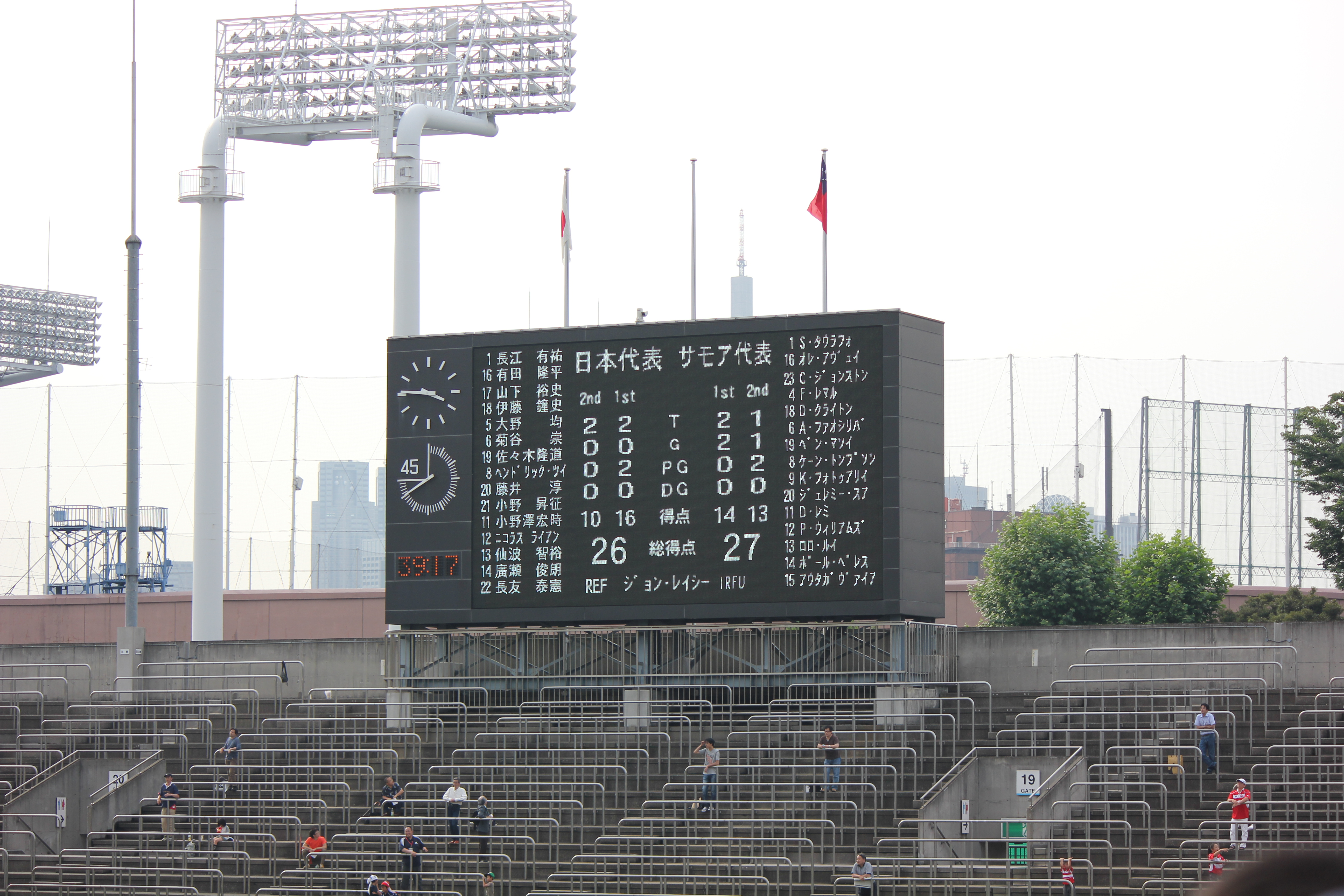
전광판